# 拉維柳埃爾卡峰

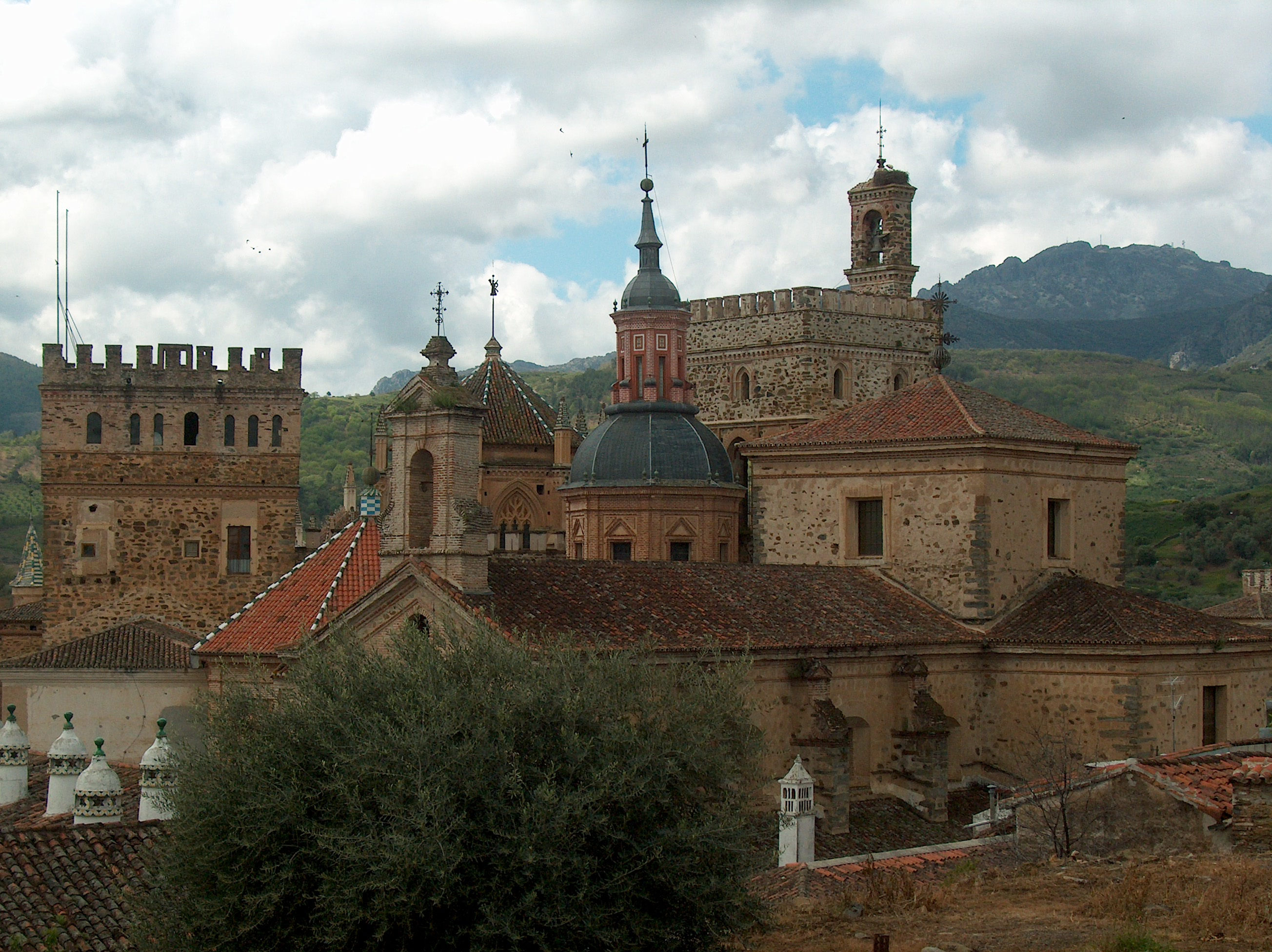

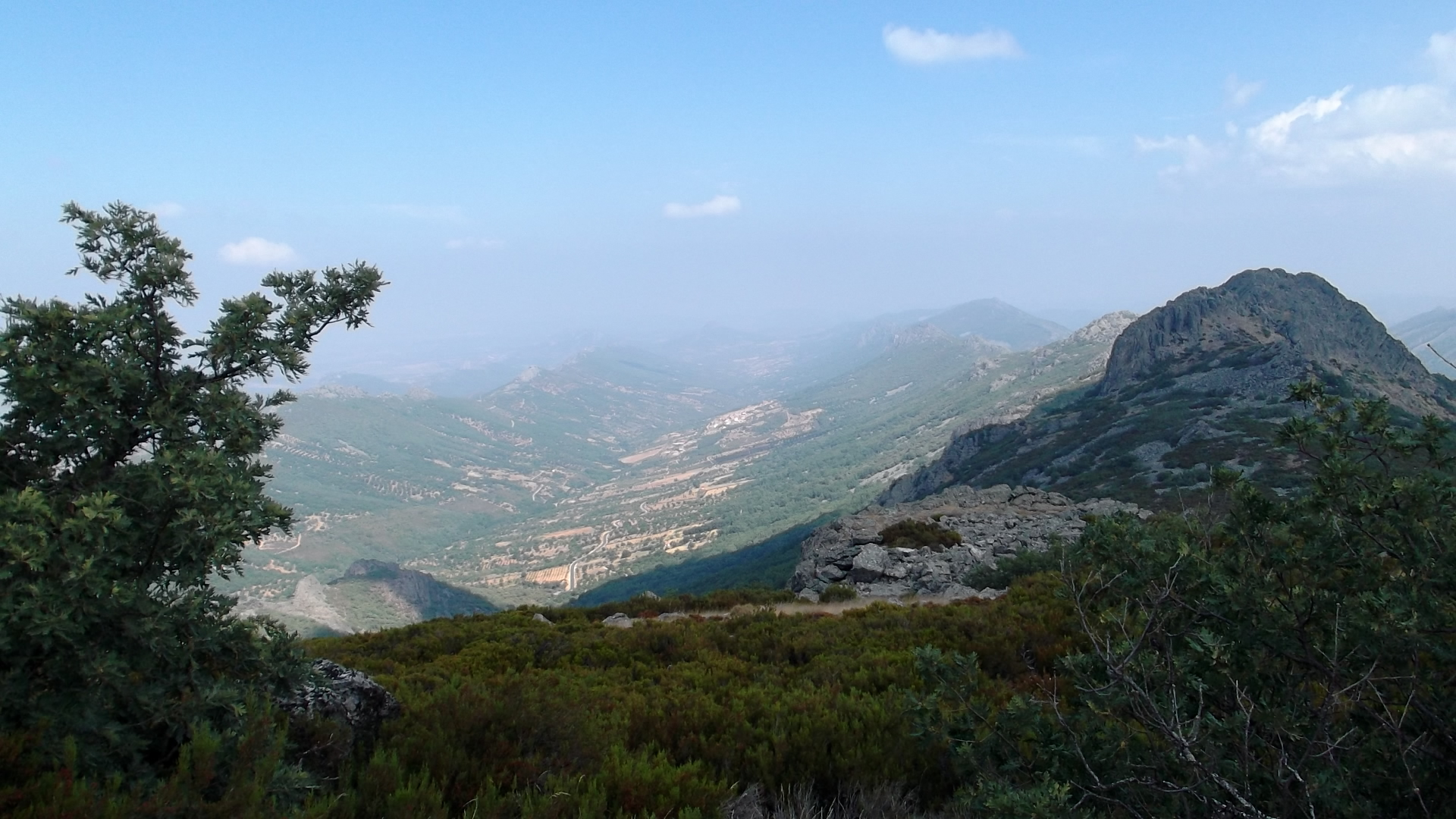

39°28′6″N 5°24′5″W / 39.46833°N 5.40139°W
拉維柳埃爾卡峰（西班牙語：Pico Villuercas），是西班牙的山峰，位於該國西部卡塞雷斯省，處於瓜達盧佩以西6公里，屬於拉維柳埃爾卡斯山脈的一部分，海拔高度1,603米。